# Trenton (Maine)
Trenton è un comune degli Stati Uniti d'America, situato nello Stato del Maine, nella contea di Hancock.